# A já sám
A já sám nebo také A já sám, vždycky sám patří mezi známé české lidové písně. Pochází z jižních Čech a má jednu sloku. Zpívá se ve dvoučtvrťovém rytmu. Doprovází se durovými akordy postavenými na tónice a dominantě.
Prácheňskou verzi písně zaznamenal Karel Jaromír Erben ve své sbírce Prostonárodní české písně a říkadla z roku 1864 pod titulem Vždycky sám. Nápěv písně je v Erbenově sbírce totožný s hradeckou písní Neťukej, neťukej (uvedenou ve sbírce jako Napomenutí).
Téměř identický text s odlišnou melodií zapsal Ferdinand Sládek na Bechyňsku a zařadil ji do svého Pokladu. Tato verze byla otištěna i v řadě dalších zpěvníků a stala se všeobecně známou.